# Джеймс Кетъл
Джеймс Кетъл (на английски: James McKeen Cattell) е американски психолог.

## Биография
Роден е на 25 май 1860 година в Йистън, САЩ. Първоначално учи в Колеж Лафайет, след което завършва университетите в Лайпциг, Гьотинген и Кеймбридж. Става професор в Университета в Пенсилвания.
Тематиката на цялостната му изследователска дейност са тестовете за умствени способности и индивидуалните различия – характеристика на американската психология, която я отличава от германската. Тестове за умствени способности, разработени от Кетъл, се различават от по-късните тестове за интелигентност, тъй като в тях се измерват елементарните телесни или сензомоторни реакции. Корелациите между неговите тестове и академичните постижения на учащите са ниски. Въпреки че тестовете от този вид не са валидни прогнозни средства за интелектуални способности (Алфред Бине разработва тест за по-висши умствени способности, който е ефективна мярка за интелигентност), влиянието на Кетъл е значително, особено чрез дейността на неговия ученик Едуард Торндайк.
Умира на 20 януари 1944 година в Бостън на 83-годишна възраст.